# G8 del 2010
Il 36º meeting del G8 si è svolto in Canada a Huntsville il 25 e 26 giugno 2010.
Il primo ministro canadese Stephen Harper scelse la città di Huntsville nell'Ontario come sede del Summit. Nella due giorni del 25 e 26 giugno il summit prese anche le vesti del G14 per volontà del Presidente Francese Nicolas Sarkozy e furono invitati di leader di paesi sudamericani e arabi.

## Svolgimento
La crisi economica fu al centro del dibattito. I paesi europei, in primis il governo tedesco, misero in agenda la questione del consolidamento delle finanze pubbliche. La cancelliera Angela Merkel ottenne l'appoggio del Giappone sulle misure di austerità (il debito nipponico è il primo al mondo). Tuttavia il G8 non riuscì a trovare un accordo per armonizzare le transazioni finanziarie internazionali per via della contrarietà di USA e Canada su un'eventuale imposta in merito detta "Robin Hood Tax".
Furono definiti ulteriori aiuti alle economie del terzo mondo in un incontro tra i principali leader Africani e quelli del G8.
L'Iran venne criticato per il suo programma nucleare considerato come destabilizzante per la regione medio-orientale. Lo stesso governo Italiano (storicamente e ancora oggi il paese più legato commercialmente alla Persia) rappresentato dal Presidente del consiglio Silvio Berlusconi criticò la politica di Teheran in quanto avrebbe potuto far reagire militarmente Israele, già attivo più del solito nella Striscia di Gaza e particolarmente ostile alla possibilità che paesi arabi del medio oriente possano avere la bomba atomica.
La Corea del Nord fu indicata come responsabile della distruzione di una nave corvette della Corea del Sud dopo il lavoro di un team di esperti dei paesi dei Five Eyes (USA, UK, Canada, Australia e Nuova Zelanda).
Infine i paesi membri della NATO rappresentati, tutti coinvolti in Afghanistan con numerose truppe, lanciarono un progetto quinquennale per ridurre sensibilmente la corruzione nel paese con capitale Kabul, così come espresso dal Premier britannico David Cameron al suo primo summit.

## Partecipanti

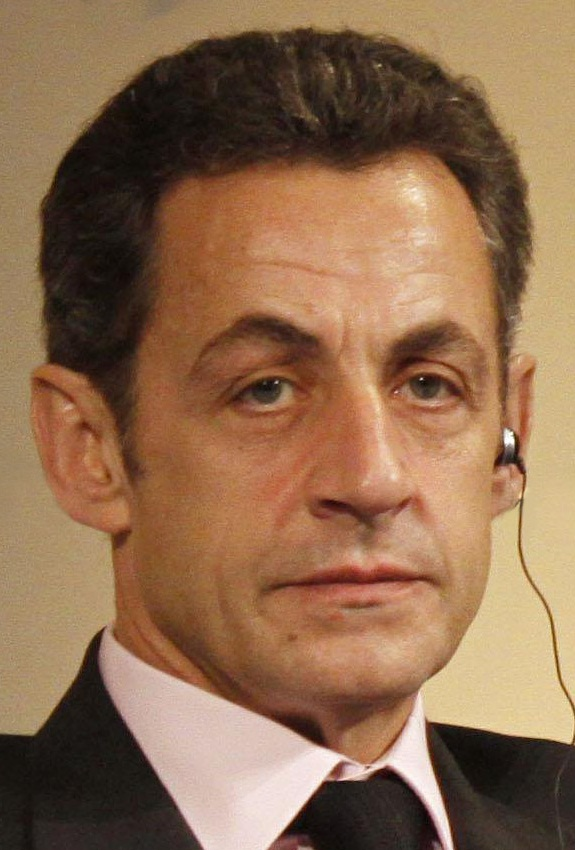
Nicolas Sarkozy Presidente della Repubblica Francese
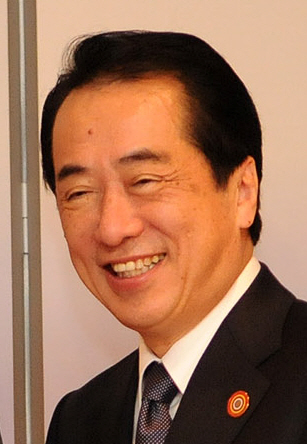
Naoto Kan Primo ministro del Giappone
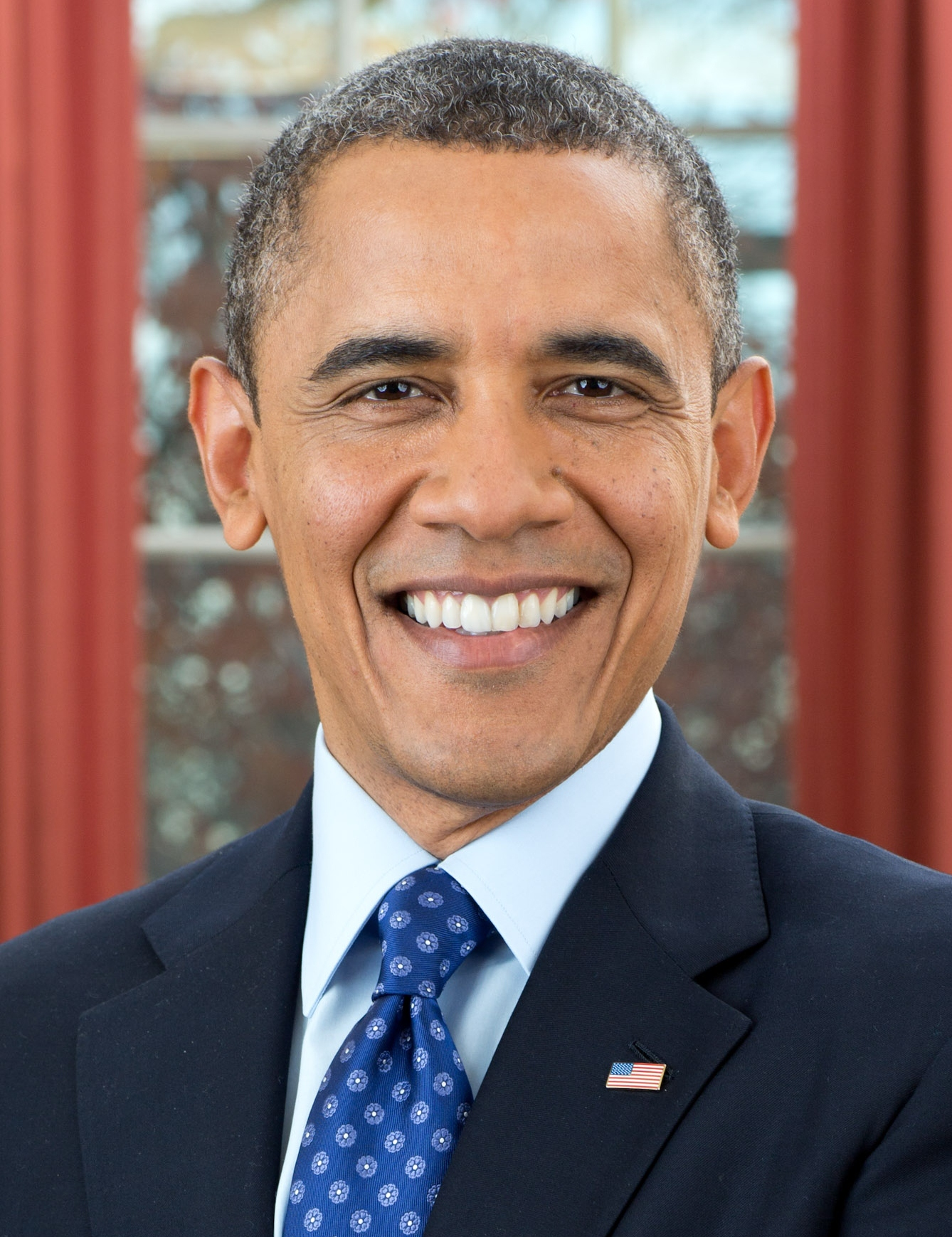
Barack Obama Presidente degli Stati Uniti
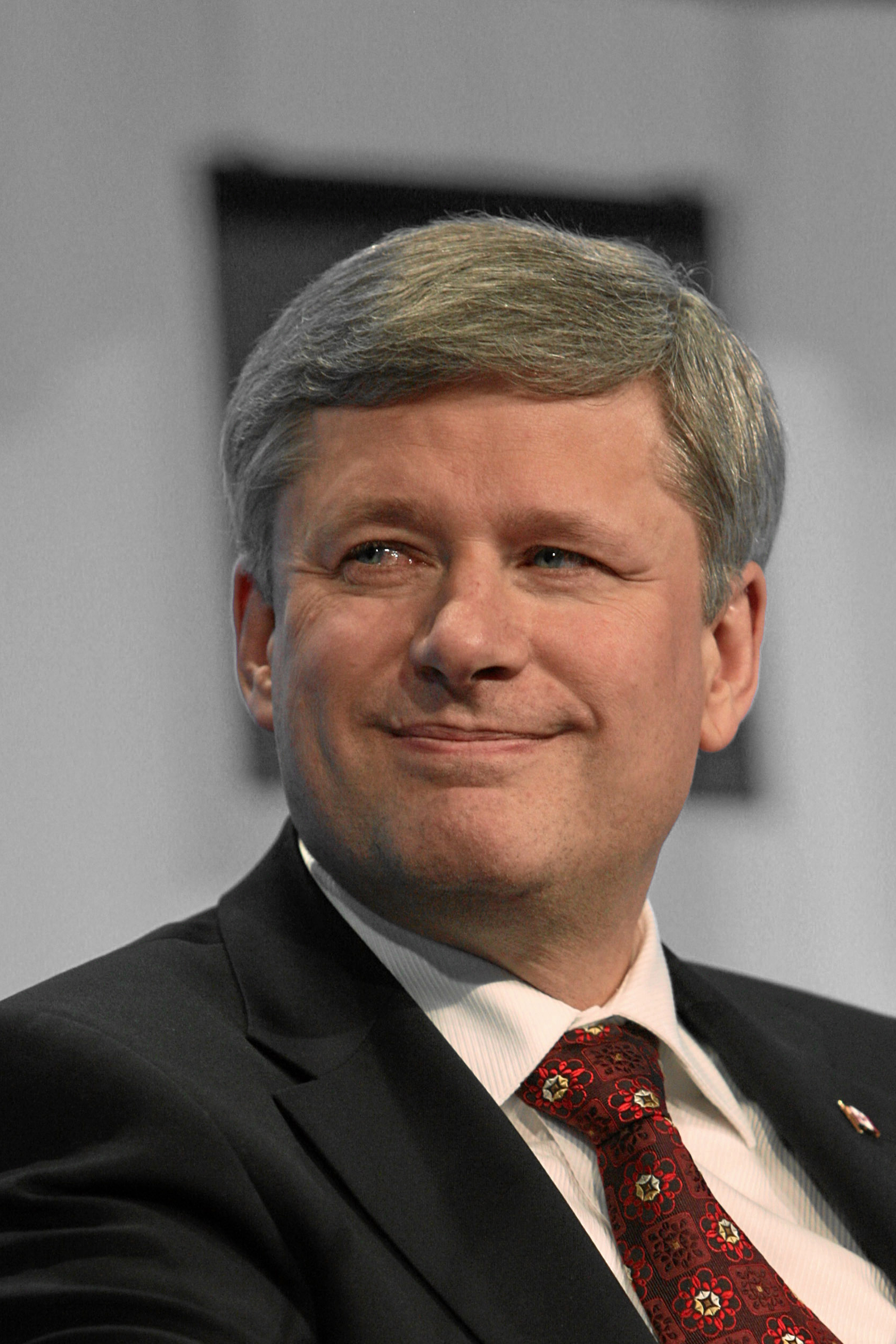
Stephen Harper Primo ministro del Canada
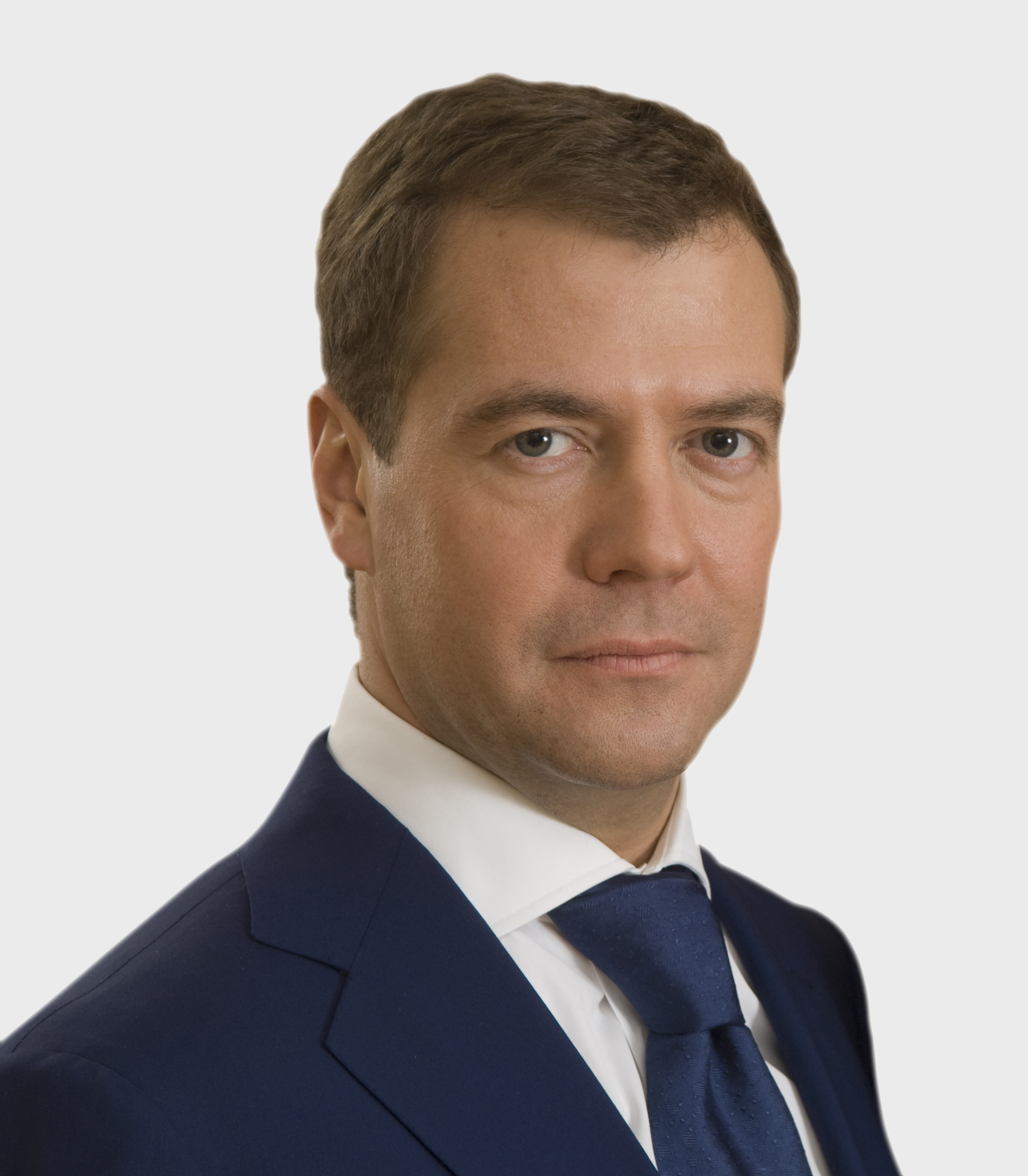
Dmitrij Medvedev Presidente della Federazione Russa
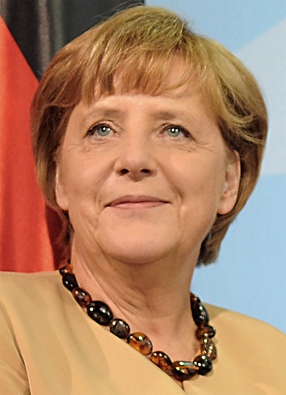
Angela Merkel Cancelliera Tedesca
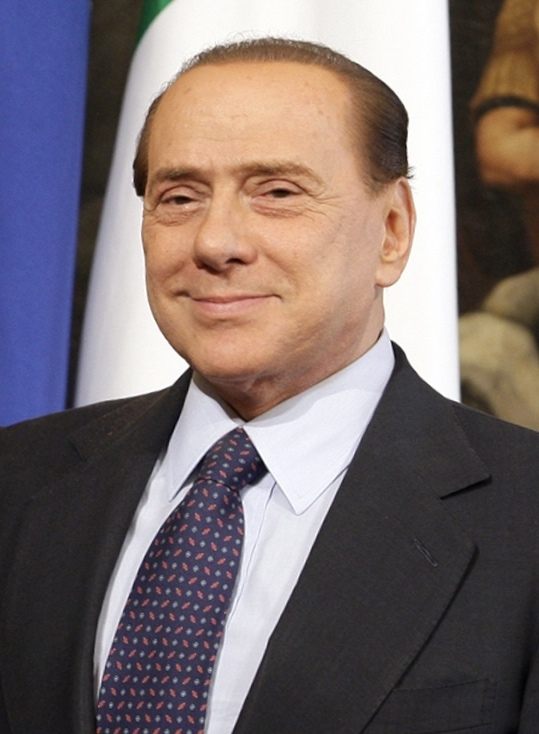
Silvio Berlusconi Presidente del Consiglio dei ministri della Repubblica Italiana
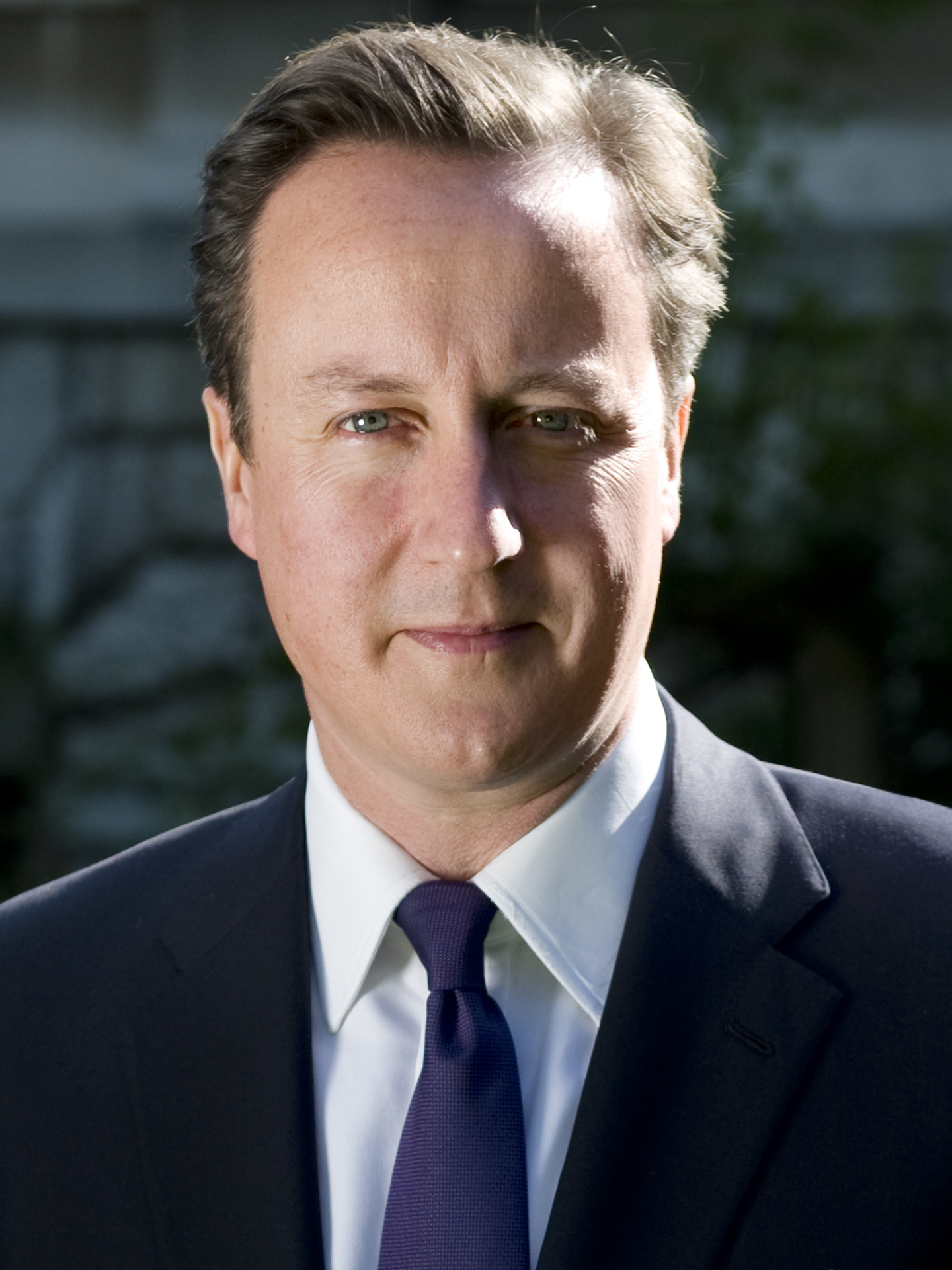
David Cameron Primo ministro del Regno Unito